# Simpsonichthys constanciae
Simpsonichthys constanciae är en fiskart som först beskrevs av Myers 1942.  Simpsonichthys constanciae ingår i släktet Simpsonichthys och familjen Rivulidae. IUCN kategoriserar arten globalt som sårbar. Inga underarter finns listade i Catalogue of Life.